# Cry For The Moon
"Cry for the Moon" je singl s albuma The Phantom Agony symphonic metal sastava Epica.

## Popis pjesama
1. "Cry for the Moon" (singl verzija)
2. "Cry for the Moon"
3. "Run for a Fall" (singl verzija)
4. "Run for a Fall"